# 福岡県立西田川高等学校
福岡県立西田川高等学校（ふくおかけんりつ にしたがわこうとうがっこう、英：Fukuoka Prefectural Nishitagawa High School）は、福岡県田川市上本町にある県立の高等学校。

## 概要
歴史
1917年（大正6年）創立の「田川郡立田川高等女学校」を前身とする。1948年（昭和23年）の学制改革で新制高等学校となる。翌1949年（昭和24年）より男女共学を開始。長く、全日制課程 普通科を有していたが、2021年（令和3年）度に全日制課程の募集を停止し、フレックス3部制（午前・午後・夜間）単位制・定時制を導入した。
設置課程・学科
定時制課程 普通科（単位制）
フレックス3部制単位制・定時制
以下の事項を生徒自らが決定する。
- 学ぶ時間帯 （午前の部・午後の部・夜間の部）
- 卒業する年限（他の部の講座も受講して3年・所属部のみで学び4年）
- 学ぶ内容（必履修科目以外は約100種類の中から）
- 学ぶ量（74単位以上取得で卒業）

校訓
「誠・敬・愛」
校章
3枚の鷹の羽が校訓である「誠・敬・愛」の3つを象徴し、強固・不屈の柏の葉を配して、独立自主の精神を表している。中央に「髙」の文字を配している。
校歌
作詞は火野葦平、作曲は古関裕而による。歌詞は3番まであり、各番に校名の「西田川」が登場する。
通学区
福岡県第十三学区（田川市および田川郡内の各町村）

## 沿革
旧制・高等女学校時代
- 1902年（明治35年）- 弓削田尋常小学校に「田川女子実業補習学校」が併設される。
- 1912年（明治45年）3月 - 「田川郡立技芸女学校」に改称。
- 1917年（大正6年）3月 -「田川郡立田川高等女学校」に改称。定員は本科200名、実業科100名の二部制であった。
- 1921年（大正10年）- 県立移管により、「福岡県立田川高等女学校」に改称。
- 1922年（大正11年）4月 - 実業科を廃止。定員を400名とする。
- 1924年（大正13年）4月 - 定員を600名とする。
- 1925年（大正14年）4月 - 「福岡県田川高等女学校」に改称。
- 1939年（昭和14年）4月 - 「福岡県田川西高等女学校」に改称[2]。

新制高等学校
- 1947年（昭和22年）4月 - 学制改革の経過措置により、新制中学校を併設（以下・併設中学校）し、高等女学校1・2年修了者を新制中学2・3年生として収容。
- 1948年（昭和23年）4月 - 学制改革により、新制高等学校「福岡県立田川女子高等学校」に改称。全日制課程・定時制課程普通科を設置。併設中学校を継承。
- 1949年（昭和24年）
  - 3月31日 - 併設中学校を廃止。
  - 4月15日 - 全日制課程 被服科を設置。
  - 8月31日 - 「福岡県立西田川高等学校」（現校名）に改称。男女共学を開始。
- 1960年（昭和35年）3月31日 - 福岡県立田川農林高等学校より川崎分校が移管される。
- 1964年（昭和39年）2月 - 定時制川崎分校を廃止。
- 1994年（平成6年）4月 - 全日制課程被服科と定時制課程普通科の募集を停止。
- 1996年（平成8年）3月31日 - 全日制課程被服科を廃止。
- 1997年（平成9年）3月31日 - 定時制課程普通科を廃止。これにより、全日制課程普通科のみとなる。
- 2020年（令和2年）8月 - 福岡県立大学との間に、連携教育に関する協定を締結[3]。
- 2021年（令和3年）3月 - 全日制課程普通科の募集を停止し、フレックス3部制（午前・午後・夜間）単位制・定時制を導入。
- 2023年（令和5年）3月31日 - 最後の卒業生を送り出し、全日制課程普通科を廃止。

## 学校行事
3学期制
1学期
- 4月 - 第1学期始業式、入学式、規律と友情の体験学習、歓迎遠足
- 5月 - 第1学期中間考査
- 6月 - 文化祭、交通安全教室
- 7月 - 第1学期期末考査、クラスマッチ、保護者会、第1学期終業式
- 8月 - 夏季休業中課外授業、英彦山勉強合宿

2学期
- 9月 - 第2学期始業式、体育大会
- 10月 - 中学生体験入学、第2学期中間考査
- 11月 - 芸術鑑賞
- 12月 - 清掃奉仕活動、第2学期期末考査、西高フェスタ、保護者会、第2学期終業式

3学期
- 1月 - 第3学期始業式、修学旅行、3年生学年末考査
- 2月 - 1・2年生学年末考査
- 3月 - 卒業式、クラスマッチ、第3学期終業式

## 著名な出身者
- 井上陽水（シンガーソングライター）
- IKKO（ヘアメイクアップアーティスト・タレント）
- 重兼芳子（芥川賞作家）（旧制・田川高等女学校卒）
- 井上睦都実（シンガーソングライター）

## 交通アクセス
最寄りの鉄道駅
- JR九州・平成筑豊鉄道「田川後藤寺駅」

最寄りのバス停
- 西鉄バス「商工会議所・田川病院前」バス停

最寄りの幹線道路
- 国道322号（福岡県道95号添田赤池線）
- 福岡県道454号今任原奈良線

## 周辺
- 上本町公民館
- 社会保険田川病院
- 田川市立大浦小学校
- 中元寺川

## 参考資料
- 「田川市誌」（1954年（昭和29年）12月1日発行, 田川市）p.372～p.373